# Les Jeux de Noël
Les Jeux de Noël est une émission de télévision diffusée de 1970 à 1994 dans plusieurs pays européens. La France n'y a participé qu'en 1984. Elle est la version des fêtes hivernales des Jeux sans frontières.

## Principe du jeu
Ce jeu est fondé sur un affrontement amical entre plusieurs pays à travers une série d'épreuves physiques ayant pour thème Noël. L'émission est diffusée en période hivernale.

## Pays participants
- 1970 : Grande-Bretagne, Pays-Bas
- 1971-1976 : Grande-Bretagne, Pays-Bas, Italie, Belgique
- 1977-1980 : Grande-Bretagne, Pays-Bas, Italie, Belgique, Suisse
- 1981 : Grande-Bretagne, Pays-Bas, Italie, Belgique
- 1982 : Grande-Bretagne, Pays-Bas, Portugal
- 1983 : Grande-Bretagne, Suède
- 1984 : Grande-Bretagne, France, Allemagne de l'Ouest
- 1989 : Italie, Saint-Marin
- 1990 : Espagne, Italie, Portugal, Saint-Marin, Yougoslavie, Macao
- 1994 : Grande-Bretagne, Suisse, Grèce, Malte, Portugal

## Les 78 épreuves
- Les cubes de glace dans les filets
- Les boules de neige
- Les bonhommes de neige
- La poste de Noël
- Les Pères Noël
- Les bûches enflammées
- Neige et glace
- L’éclairage du sapin de Noël
- Les anges
- La recette du gâteau de Noël
- Les bonhommes de neige sur patins à glace
- Cloches et illuminations
- Les boules de neige par la fenêtre
- Les rennes du Père Noël
- Les bougies
- La recherche des boules de neige
- La construction des bonhommes de neige
- Anges et boules de neige
- Le dîner de Noël
- Les “crackers”
- Les luges
- Les boules de neige sur le sapin
- Couper les bûches
- Les cartes de vœux
- Sapins de Noël et bougies
- Les cartes dans les sacs
- Les cadeaux sous le sapin
- Les ours polaires
- Les vélos sur glace
- Les chaises musicales
- La soirée du réveillon
- Descente à ski
- Les chaussettes de Noël
- Chien et postiers
- Les chevaux (chaises musicales)
- Slalom à ski
- Rudolf le renne
- Le “Christmas pudding”
- Les écureuils
- Tennis de table
- Les chefs
- Ballons en équilibre
- Les chopes de bière
- La collecte des boules de Noël
- Dans le mille
- L’élimination des Pères Noël
- Le “limbo” sous l’arche
- Les gâteaux de Noël,
- Éviter les cadeaux
- Gravir les échelons
- Les Robins de Noël
- “Gruffs, Hounds and Bones”
- Les domestiques en patins
- Les colis autour des pôles
- La marche des chiens
- Les maris saouls
- Habiller les bonhommes de neige
- Décrocher les étoiles
- La laine
- Le mouton et les chiens
- La crèche
- Les Rois Mages
- Les ânes et l’or
- Les sacs de Noël
- L’emballage des cadeaux
- La dinde farcie
- Le dressage de la table
- Où se cache la nourriture ?
- Le costume
- Les pièces
- L’escalade des pôles
- Chevaux et chariots
- Les coiffeurs
- Éclater les ballons
- Raisins et bouteilles de vin
- La fête
- Le nettoyage de la maison
- Les invités en partance